# 寶佳機構
寶佳機構，或稱寶佳集團（英語：PJ Asset Management Group），是台灣建築營造業及投資管理的企業機構。

## 概要
自1991年成立，在桃園發跡。2022年在臺灣推案量有1.6萬戶。2023年健行科大攜手寶佳機構設立產學合作專班培育營建人才。

### 建築業
寶佳機構在本業的營建外，亦有購併上市櫃公司，例如2009年入主櫻花建設（臺證所：2539）專推平價住宅。2020年與萬安生命攜手入主大華建設（臺證所：2530）。2022年入主凌泰科技（臺證所：6198），並於2022年10月更名為瑞築建設，成功借殼上市。

### 金融業
2016年3月4日，寶佳機構董事長林陳海個人出資新台幣200億元成立寶佳資產管理公司，大舉投資各家金融業。2017年年底寶佳對金融業的持股，包含台新金控持股將近10%、永豐金控持股9%、中華票券持股17%、三信銀8％、台中銀6.7％、台企銀1.8％，引發金融界極大關注。由於寶佳同時持有多家金融業，有違反競業禁止的情況下受到金管會的關切。2018年試圖爭取台新金控董事未果，2018年4月淡出台中銀、出脫台企銀。金管會出面明訂推動「金金分離」政策，又被稱為「寶佳條款」。2020年陸續出脫台新金控與永豐金控持股。寶佳投資方向逐漸從金融業轉向營造建設的集團本業與其他傳統產業。

## 投資管理公司

### 寶佳資產管理
2016年3月，林陳海與兆豐金控董事長蔡友才、潤泰集團總裁尹衍樑合作，由林陳海與尹衍樑各出資新台幣100億元成立「鑒機資產管理」，之後改名為「寶佳資產管理」。

### 投資管理公司列表
| 公司名稱                 | 董事長 | 董事           | 備註 |
| ------------------------ | ------ | -------------- | --- |
| 合陽管理顧問有限公司     | 林陳海 | 白淑貞、陳秀靖 | 寶佳集團目前旗下子公司多由合陽管理負責，如櫻花建設、台中銀行等。                                                 |
| 寶佳資產管理股份有限公司 | 林陳海 | 吳素秋         | 前身為鑒機資產管理股份有限公司，2016年負責人由蔡有才更改為林陳海，並於2017年更名。為合陽管理顧問有限公司轉投資。 |
| 和築投資有限公司         | 林家宏 | 林家宏         | 投資中華票券、永大機電、皇普建設等多家公司股權。                                                                 |
| 佳峻投資股份有限公司     | 林家宏 | 白淑貞、吳佩娟 | 前身為鑒機管理顧問。                                                                                             |
| 和發國際投資有限公司     | 林家宏 |                | |
| 嘉源投資有限公司         | 吳素秋 |                | |
| 源通投資有限公司         | 鄭斯聰 |                | 2020年4月，負責人林家宏變更為鄭斯聰。                                                                            |
| 合佳投資有限公司         | 林陳海 |                | 合佳在寶佳集團金融、產業股佈局中，主要集中在金融部分。                                                           |

寶佳集團常透過旗下投資公司，在許多經營權爭奪戰之中，聯合收購股權，避免超過大股東適格性10％上限，例如：東元電機就由寶佳資產、嘉源、源通三家持股；永冠-KY由寶佳資產、嘉源投資兩家持股；永彰機電由源通、和築兩家持股；永大機電由林家宏與旗下和築投資、和發國際投資兩家公司持有股權等。

## 財團法人

### 寶佳公益慈善基金會
寶佳公益慈善基金會以決策型補助、計劃型補助與個案型補助等方案為弱勢者提供經費度過生活困境，此外也配合政府政策提供免費幼兒A肝疫苗供疾病管制署使用。

### 台北政經學院基金會
寶佳機構創辦人林陳海等人以個人名義出資30億元新台幣以信託方式成立台北政經學院基金會（英語：The Taipei School of Economics and Political Science Foundation）。

### 基金會列表
| 基金會                           | 基金會要員 |
| -------------------------------- | --- |
| 桃園市璟都有愛社會福利慈善基金會 | 榮譽董事：前桃園市市長鄭文燦                                                                                           |
| 台北政經學院基金會               | 董事長：前促進轉型正義委員會主任委員黃煌雄 董事：前教育部部長黃榮村、曾志朗、吳清基、蔣偉寧 執行長：前教育部次長陳德華 |
| 新世代金融基金會                 | 董事長：前行政院院長陳冲 副董事長：前兆豐票券董事長蕭長瑞、前合庫金控董事長沈臨龍 執行長：蕭長瑞                       |
| 黃昆輝教授教育基金會             | 董事長：前台灣團結聯盟主席黃昆輝 董事：前民主進步黨立法委員黃劍輝                                                      |
| 寶佳公益慈善基金會               | 董事長：前行政院衛生署副署長賴進祥 執行長：陳煌江                                                                      |
| 台灣法學基金會                   | 董事長：國立中正大學法學院院長謝哲勝 董事：麗寶建設董事長吳寶田、三圓建設董事長王光祥 執行長：劉文珍                   |

## 爭議

### 與台灣法學基金會關係
時常與寶佳機構林陳海出資、陳冲主導的「新世代金融基金會」共同舉辦研討會的「台灣法學基金會」，於2014年9月成立。台灣法學基金會背後出資者多為建商，並邀請多位建商擔任董事，有遠雄企業團趙藤雄擔任董事、麗寶建設吳寶田擔任副董事長、元利建設林敏雄擔任常務董事。此外，台灣法學基金會的最高顧問亦為陳冲。
台灣法學基金會所舉辦之研討會主題多為土地、稅制等議題，被臉書粉專「肥貓與他們的產地」質疑是為建商背書。台灣法學基金會與法律界純粹為學者組成之台灣法學會名稱相近，使台灣法學會不得不在官網上澄清兩者為不同機構。

### 金管會關切逃避監管之嫌
2018年4月，寶佳機構買進金融業的持股，除了華票以外，在台新金與永豐金皆維持近10％的持股，不受金管會的大股東適格性審查（若要取得10％以上的金融業持股，需經過金管會審查）。金管會認為寶佳機構有逃避監管之嫌，推動「金金分離」、「禁止擴大徵求委託書」與「法人董事」等金融政策規範寶佳機構。

### 涉入勞動基金與媒體
2020年寶佳資產涉入勞動基金官員涉貪炒股案。2022年3月30日，國立臺灣大學經濟學系教授鄭秀玲在立法院交通委員會公聽會指出，前民主進步黨祕書長洪耀福推出的鏡電視大股東名單出現副董事長林家宏，洪耀福的行為違反民主進步黨創黨精神以及「黨政軍介入媒體」紅線，時任總統蔡英文應該下令調查此事。2021年勞動基金炒股案起訴，2022年一審判決，寶佳資產及嘉源投資前執行長唐楚烈判刑8年。

### 中泰花園都更案
位於長春路、慶城街口，鄰近東方文華酒店的中泰花園社區產權混亂不清，寶佳建設涉嫌以強拆與法律訴訟、找黑道恐嚇、做假債權、假冒法院的公務員去住戶家貼封條、誣告住戶等等手段迫使住戶搬遷及賣屋。後經法院裁定林陳海所提出之訴訟被駁回定讞，但目前建物已損毀嚴重，而寶佳集團亦不願意修繕復原，目前與住戶之紛歧仍在。

## 外部連結
台灣公司網
- .   [2020-06-15]. （原始内容存档于2020-06-15） （中文（臺灣））.
- .   [2020-06-15]. （原始内容存档于2020-06-15） （中文（臺灣））.
- .   [2020-06-23]. （原始内容存档于2020-06-26） （中文（臺灣））.
- .   [2020-06-23]. （原始内容存档于2020-06-23） （中文（臺灣））.
- .   [2020-06-23]. （原始内容存档于2020-06-25） （中文（臺灣））.
- .   [2020-06-15]. （原始内容存档于2020-06-15） （中文（臺灣））.
- .   [2020-06-15]. （原始内容存档于2020-06-15） （中文（臺灣））.
- .   [2020-06-15]. （原始内容存档于2020-06-15） （中文（臺灣））.